# Zerweliner Allee und Carolinenhain
Zerweliner Allee und Carolinenhain este o arie protejată (arie specială de conservare — SAC, sit de importanță comunitară — SCI) din Germania întinsă pe o suprafață de 72,92 ha, integral pe uscat.

## Localizare
Centrul sitului Zerweliner Allee und Carolinenhain este situat la coordonatele 53°17′14″N 13°35′53″E / 53.2872°N 13.5981°E.

## Înființare
Situl Zerweliner Allee und Carolinenhain a fost declarat sit de importanță comunitară în martie 2004.

## Biodiversitate
Situată în ecoregiunea continentală, aria protejată nu include niciun habitat protejat.
La baza desemnării sitului se află o specie protejată de  nevertebrate: Osmoderma eremita.